# Border Force
La Border Force est une agence responsable des opérations de contrôle frontalier dans les ports aériens, maritimes et ferroviaires du Royaume-Uni. Elle dépend du Home Office. La force faisait partie de l'ancienne UK Border Agency, qui a disparu lorsque la secrétaire d'État à l'Intérieur, Theresa May, l'a scindée en mars 2012, après avoir vivement critiqué la direction.
Depuis le 1er mars 2012, la Border Force est un commandement chargé de l'application de la loi au sein du Home Office, relevant directement du ministère. La Border Force est responsable de l'immigration et des douanes dans 140 ports ferroviaires, aériens et maritimes du Royaume-Uni et d'Europe occidentale, ainsi que sur des milliers de pistes d'atterrissage, de ports et de ports de plaisance plus petits. Le travail de la Border Force est contrôlé par l'inspecteur en chef indépendant des frontières et de l'immigration.
Les agents de la Border Force ne sont pas des agents de police et l'agence n'est pas une force de police. Cependant, mis à part les pouvoirs énumérés ci-dessous en matière d'immigration et de douanes, l'article 2 de la loi sur les frontières de 2007 autorise les membres désignés de la Border Force à détenir quiconque pour une infraction pénale ou un mandat d'arrêt dans un port si l'officier frontalier pense que l'individu serait susceptible d'être arrêté par un agent de police. Le pouvoir autorise une détention de 3 heures en attendant l'arrivée d'un agent de police. Ce pouvoir s’applique également aux points d’entrée en Belgique et en France où des agents des services frontaliers travaillent, l’agent des services frontaliers confiant, le cas échéant, la personne détenue à des policiers belges ou français.

## Historique
La Border Force est née d'une décennie de confusion pour l'immigration et les douanes britanniques après plusieurs tentatives de réforme et de restructuration. Avant 2007, trois agences étaient responsables du contrôle des frontières au Royaume-Uni: HMRC (HMCE (HM Customs and Excise) jusqu'en 2005), qui s'occupait de la douane, de la direction de l'immigration et de la nationalité (IND) et de tous les rôles liés à l'immigration au sein de l'administration du Royaume-Uni et à la frontière, et UKVisas qui délivrait des visas en provenance du Royaume-Uni et de ses bureaux à l'étranger. Dès 2003, une "force de police des frontières" unique avait été proposée. En 2005, HMCE et Inland ont fusionné pour former HMRC. Toutefois, HMRC demeurait responsable du contrôle douanier à la frontière jusqu'en 2008. Tout au long de 2006 et 2007, il a été suggéré de fusionner le département du contrôle des frontières.
À l'origine, ce plan consistait à transformer la Direction de l'immigration et de la nationalité en un corps d'officiers de l'immigration en uniforme à la frontière, l'Agence de la frontière et de l'immigration (BIA). La BIA a été créée le 1er avril 2007 et a été de courte durée. Elle a été remplacée un an plus tard, le 1er avril 2008, par l'agence britannique des frontières. L’agence britannique des frontières (UKBA) était une fusion de l’Agence de la frontière et de l’immigration (BIA), de UKvisas et des fonctions de douane portuaire de HM Revenue and Customs. La fusion a créé l'un des plus grands organismes chargés de l'application de la loi au Royaume-Uni.
L'UKBA eut une histoire en dents de scie. La gestion des visas d’étudiant rencontrait des difficultés, l'évaluation de l'inspecteur en chef indépendant, réalisée entre juillet et août 2010, a permis de constater qu'il y avait une réponse incohérente en ce qui concerne les demandes, certains cas disposant d'un délai supplémentaire pour se préparer et d'autres renvoyés pour des raisons mineures.
En novembre 2011, le comité spécial des affaires intérieures a publié un rapport selon lequel l'UKBA avait classé 124 000 cas d'expulsion. Le rapport indique que les cas ont été placés dans une "archive contrôlée", un terme utilisé pour tenter de dissimuler le fait aux autorités et aux auditeurs qu'il s'agissait d'une liste de demandes égarés.
À la suite d'allégations selon lesquelles il aurait été demandé au personnel d'assouplir certaines vérifications d'identité, le Home Office britannique a suspendu en novembre 2011 Brodie Clark (en), chef du UK Border Agency (en), Carole Upshall, directrice des opérations frontalières et européennes de l'Agence des frontières et Graham Kyle, directeur des opérations à l'aéroport d'Heathrow. Le ministère de l'Intérieur a enquêté sur des allégations selon lesquelles Clark aurait accepté « d'ouvrir les frontières » à certains moments, d'une manière que les ministres « n'auraient pas autorisé ». Il est allégué qu'entre juillet et la fin octobre 2011, les files d'attente lors du contrôle des passeports ont été "gérées" afin de ne pas gêner les vacanciers. La BBC a signalé que le personnel avait peut-être reçu l'ordre de ne pas scanner les passeports biométriques à certains moments. Un passeport biométrique contient une image numérique du visage du titulaire, qui peut être utilisée pour comparer avec la version imprimée et vérifier si le passeport n'a pas été falsifié. 
Après que Clark eut refusé l'offre de prendre une retraite anticipée, il fut suspendu et l'enquête commença. Une enquête de deux semaines menée par l'ancien détective de la police métropolitaine Dave Wood, alors responsable du groupe chargé de l'application de la loi et de la criminalité de l'agence, visait à découvrir dans quelle mesure les contrôles étaient réduits et quelles en auraient été les conséquences pour la sécurité. Une deuxième enquête, dirigée par l'ancien responsable du MI6, Mike Anderson, directeur de la stratégie et du groupe international du Home Office, visait à enquêter sur des questions plus vastes relatives aux performances de la UKBA en matière de racisme. 
Le 5 novembre, Theresa May annonça qu'une enquête indépendante serait également entreprise, sous la direction de l'inspecteur en chef de l'agence britannique des frontières, John Vine. À la suite de toutes ces défaillances, l'UK Border Force est devenue une organisation autonome le 1er mars 2012.
Le premier directeur général de la Border Force fut l'ancien chef de la Wiltshire Police (en), Brian Moore (en), qui avait été détaché par intérim pour une période allant jusqu'au 31 août 2012 et devait postuler à ce poste de manière permanente, malgré les critiques émises quant à sa gestion des passeports et des files d'attente. Le 10 juillet 2012, le ministre de l'Immigration, Damian Green, a confirmé que M. Moore n'avait pas postulé à ce poste, bien qu'il ait annoncé plus tôt à la commission restreinte du ministère de l'Intérieur qu'il le ferait.
Tony Smith a été nommé directeur général par intérim de la Border Force le 19 septembre 2012. Le vice-amiral Sir Charles Montgomery (en)a été nommé nouveau directeur général le 25 janvier 2013. En juin 2017, Montgomery a quitté la Border Force et Paul Lincoln, un fonctionnaire du ministère de la Défense et du Home Office fut nommé au poste de directeur général. Aucun des deux n’a eu d’expérience antérieure en matière d’immigration ou de douane.

## Responsabilités
Les responsabilités déclarées de la Border Force du Home Office sont les suivantes, :
- vérifier le statut d'immigration des personnes arrivant et partant du Royaume-Uni
- fouiller les bagages, les véhicules et les marchandises pour la recherche de marchandises illicites ou de immigrants clandestins
- patrouiller sur le littoral britannique et fouiller les navires
- recueillir des renseignements
- alerter la police et les services de sécurité concernant les personnes recherchées

La Border Force est responsable de l'immigration et des douanes dans 140 ports ferroviaires, aériens et maritimes du Royaume-Uni et d'Europe occidentale, ainsi que sur des milliers de pistes d'atterrissage, de ports et de ports de plaisance plus petits.

## Pouvoirs
Les membres du personnel détiennent divers pouvoirs qui leur sont conférés par leur statut d'agent d'immigration et d'agent des douanes.

### Pouvoirs en matière d'immigration
Les agents d’immigration ont des pouvoirs d’arrestation et de détention qui leur sont conférés par la loi sur l’immigration de 1971 et les lois subséquentes sur l’immigration, tant dans les ports que dans les terres. En pratique, les agents d’immigration de la Border  Force exercent des pouvoirs en vertu de l’annexe 2 de la loi sur l’immigration de 1971.
Historiquement, les agents d’immigration portuaires et intérieurs ont reçu une formation différente pour refléter les différentes approches en matière d’application des lois d’immigration, ces agents sont maintenant renforcés par des agents du Home Office travaillant pour l'Immigration Enforcement, un service distinct.
Les «agents d'immigration désignés» sont des agents d'immigration de la Border Force dotés de pouvoirs de détention supplémentaires, conformément aux articles 1 à 4 du UK Borders Act de 2007, permettant notamment d'appréhender une personne dans un port ou un aéroport s'il est suspectée d'être potentiellement arrêtée par un agent de police pour des infractions non frontalières.

### Pouvoirs douaniers
Les agents de la Border Force, désignés agents des douanes en vertu de la loi de 2009 sur les frontières, la citoyenneté et l'immigration, disposent de pouvoirs étendus en matière d'entrée, de fouille, de saisie et d'arrestation. Ils détiennent les mêmes pouvoirs en matière de douane et d'accise que les agents de l'administration fiscale britannique, mais ne peuvent pas utiliser les pouvoirs du HMRC pour des questions non frontalières, telles que l'impôt sur le revenu et la TVA. Parmi leurs pouvoirs figure le droit d'arrêter quiconque a commis une infraction, ou que l'agent suspecte pour des motifs raisonnables d'avoir commis toute infraction aux lois sur les douanes et l'accise. Ils peuvent également saisir des marchandises interdites ou soumises à des restrictions, telles que des drogues contrôlées et des armes à feu, tout en veillant à ce que les marchandises importées soient correctement taxées.

## Organisation

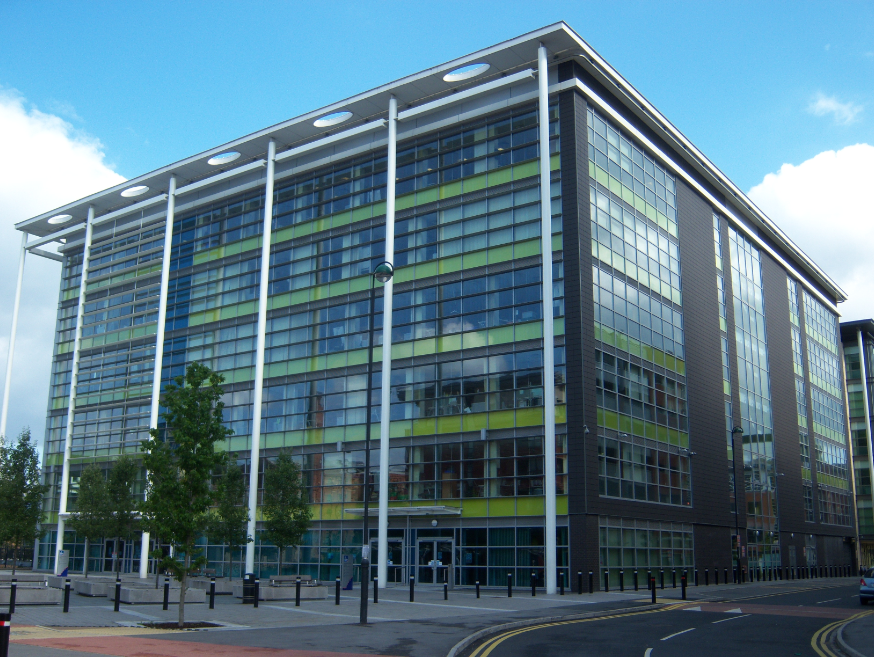
Les bâtiments du Home Office à Sheffield

La Border Force a cinq régions opérationnelles : centrale ; Heathrow ; Nord ; Sud ; Sud-est et Europe. Les régions ont la responsabilité de sécuriser la frontière 24 heures sur 24, 365 jours par an, dans les ports, les aéroports, les dépôts postaux et les chemins de fer britanniques. Cela comprend l’Eurostar depuis Bruxelles ou Paris à St Pancras International, et l’Eurotunnel de Coquelles à Folkestone.
Le travail varié des régions inclut l’arrêt de 100% des passagers arrivant dans les ports ou les aéroports pour des contrôles d’immigration. Les agents procèdent également à des interceptions de drogues contrôlées, de billets de banque, de tabac, d’alcool, d’armes à feu, d’armes offensives, de produits prohibés, de produits de contrefaçon et d’entrées clandestines, en fonction de risques. Ils le font lors du contrôle des passagers et du fret, couvrant ainsi les passagers voyageant à pied, en voiture, en autocar, ainsi que le fret aérien, les conteneurs maritimes et le vrac.

### Zone de déplacement commune
Le contrôle de l'immigration au Royaume-Uni est géré dans une zone de circulation commune plus large (CTA). La CTA est un accord intergouvernemental qui permet la liberté de mouvement dans une zone englobant le Royaume-Uni, l’île de Man, les îles Anglo-Normandes (Guernesey, Jersey, Sark et Alderney) et la république d’Irlande.

### Contrôles juxtaposés
L'entrée au Royaume-Uni par le tunnel sous la Manche en provenance de France ou de Belgique, ou par ferry par des ports sélectionnés au nord de la France, est contrôlée par des contrôles d'immigration juxtaposés en Grande-Bretagne, en France et en Belgique. Les postes de contrôle de la Border Force situés en France sont situés à la gare de Calais-Fréthun, à la gare de Lille Europe, au tunnel sous la Manche, au terminal des ferries de Calais, au terminal des ferries de Dunkerque et à la gare du Nord à Paris. Pour les passagers arrivant par le train Eurostar de Marne-la Vallée Chessy, le contrôle de la frontière britannique a lieu aux stations d'arrivée au Royaume-Uni. Un point de contrôle a été exploité à Boulogne-sur-Mer jusqu'à la fermeture du port en août 2010. 

## Équipements

### Équipement des officiers
Les officiers de la Border Force portent un uniforme avec des insignes de grade. L'uniforme est bleu marine et est actuellement modelé sur l'uniforme de la police métropolitaine. Les officiers de la Border Force peuvent utiliser une protection balistique personnelle et porter des menottes, ainsi que des matraques extensibles. Les agents portent également des radios Tetra connectées au réseau sécurisé Airwave, souvent avec des oreillettes, pour communiquer avec les autres agents. En outre, les agents peuvent également emporter avec eux d'autres équipements de police utiles, tels que des torches. comme les Lenser LED P7.2 et les Maglite LED 2D et 3D.
Un équipement spécialisé de détection de falsification est disponible dans les ports et les aéroports pour identifier les faux passeports et documents d’identité. Les agents des douanes utilisent divers outils et équipements spécialisés pour fouiller les voitures, les camions, les aéronefs, les porte-conteneurs et d’autres objets lors du passage de la frontière.

### Insigne de grade
Les officiers en uniforme de la Border Force ont leur grade affiché sur des épaulettes, fixées à leur chemise, leur pull ou leur veste. Le style des grade et des épaulettes correspond à celui de nombreuses autres agences frontalières et présente des similitudes étroites avec son homologue australien, l'Australian Border Force[réf. nécessaire].

### Navires
Tous les navires de la Border Force portent le préfixe de navire "HMC". Entre mai et octobre 2015, deux des navires, le HMC Protector et le HMC Seeker (en), ont été déployés en Méditerranée dans le cadre d'opérations de recherche et de sauvetage. La Border Force a également un navire récemment affrété appelé MV VOS Grace (en).

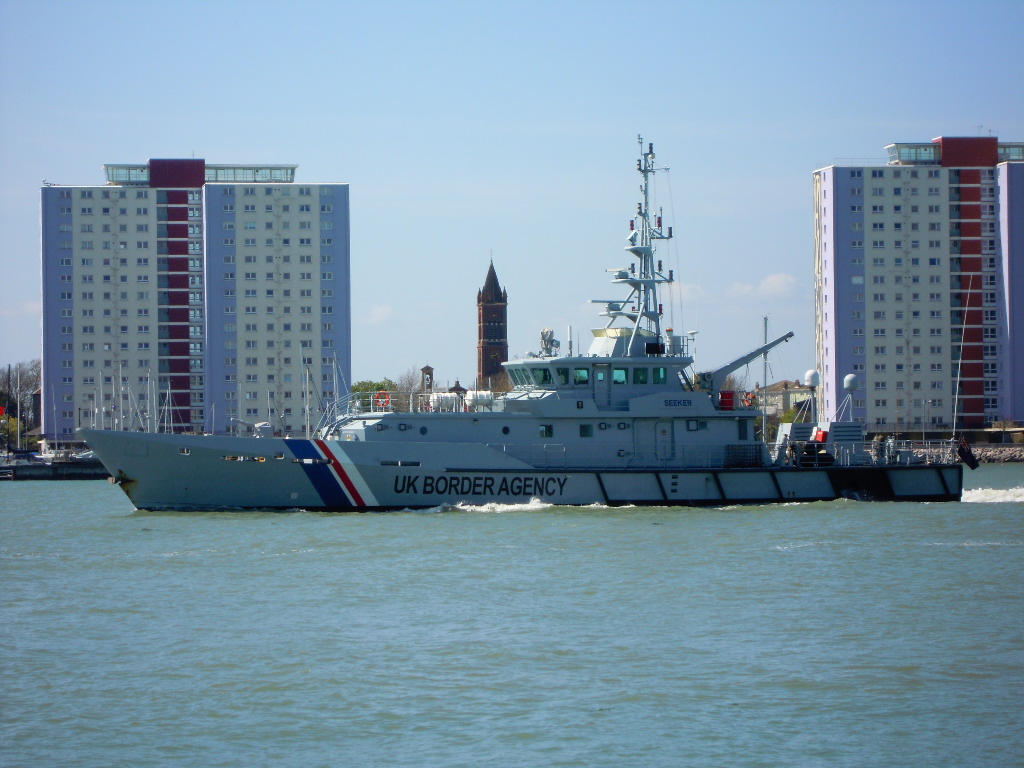
Seeker
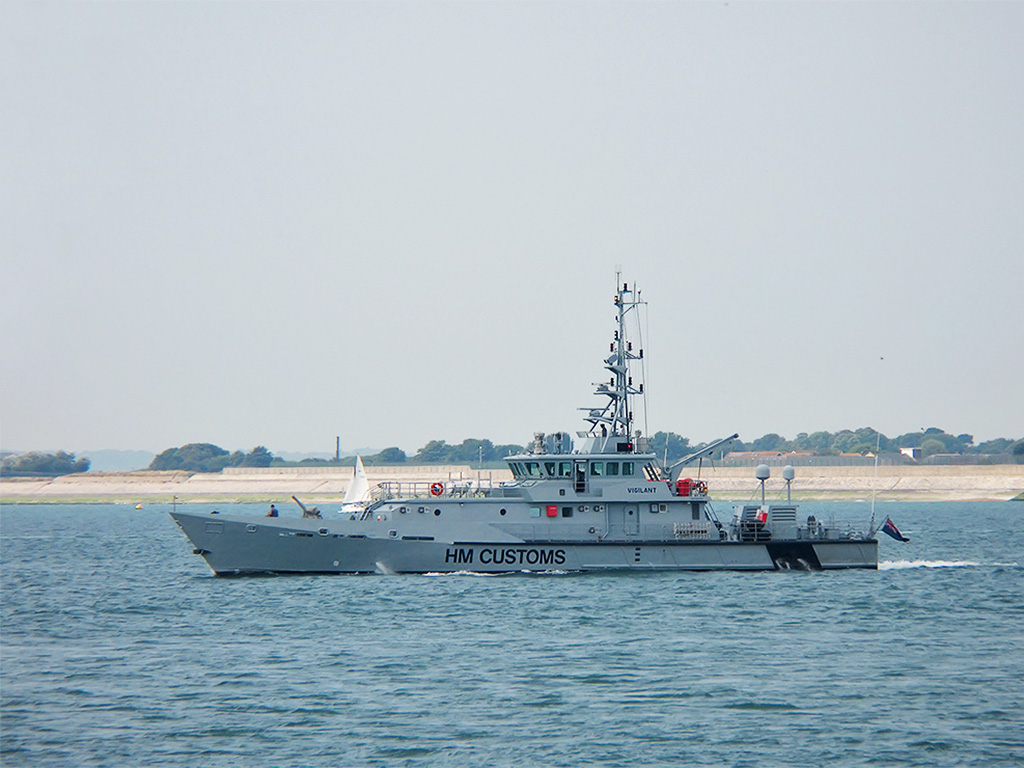
Vigilant
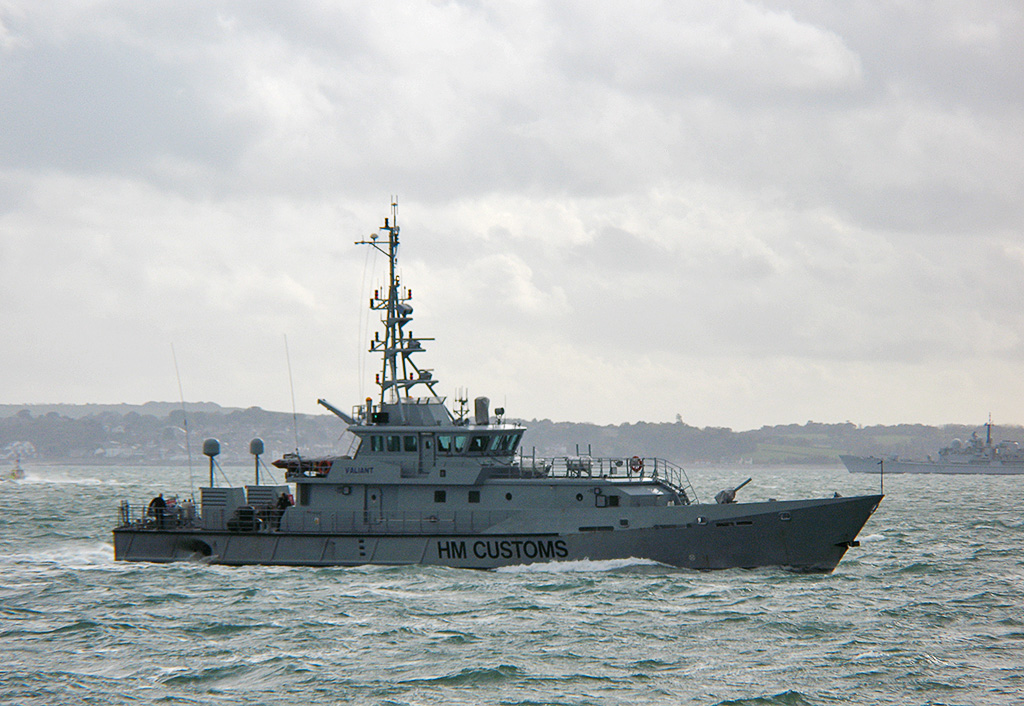
Valiant
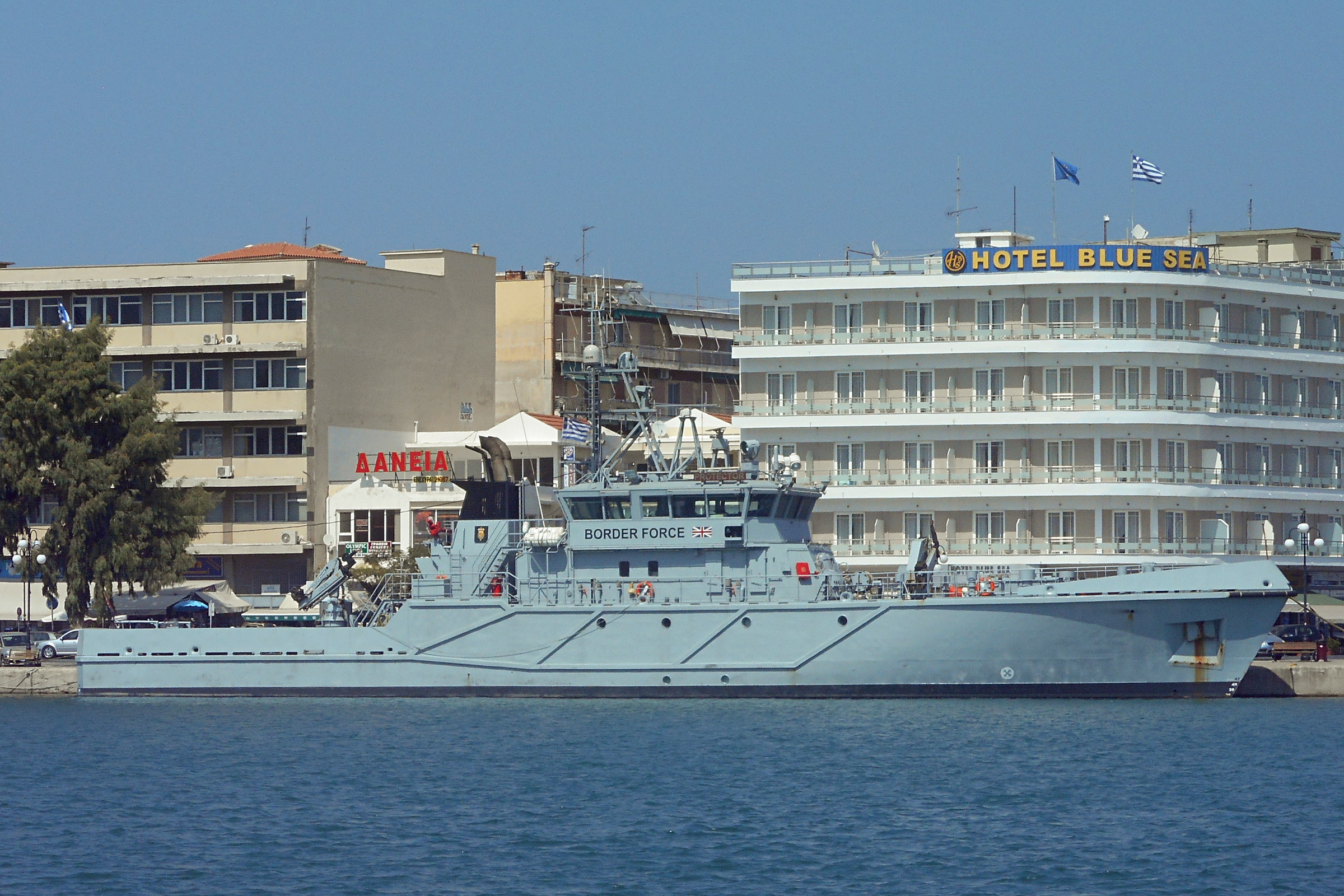
Protector

| Navire             | Classe                       | Entrée en service | Déplacement | Type               | Port d'attache | Note   |
| ------------------ | ---------------------------- | ----------------- | ----------- | ------------------ | -------------- | ------ |
| HMC Seeker (en)    | UKBF 42m Customs Cutter (en) | 2001              | 257 tonnes  | Patrouilleur       |                |        |
| HMC Searcher (en)  | UKBF 42m Customs Cutter      | 2002              | 257 tonnes  | Patrouilleur       |                |        |
| HMC Vigilant (en)  | UKBF 42m Customs Cutter      | 2003              | 257 tonnes  | Patrouilleur       |                |        |
| HMC Valiant (en)   | UKBF 42m Customs Cutter      | 2004              | 257 tonnes  | Patrouilleur       |                |        |
| HMC Protector (en) | Classe Telkkä                | 2014              | 434 tonnes  | Patrouilleur       | Portsmouth     | [ 22 ] |
| HMC Active (en)    | 20m RIB                      | 2016              | 31 tonnes   | Patrouille côtière |                | ,      |
| HMC Alert          | 20m RIB                      | 2016              | 31 tonnes   | Patrouille côtière |                | ,      |
| HMC Eagle (en)     | 20m RIB                      | 2016              | 31 tonnes   | Patrouille côtière |                | ,      |
| HMC Nimrod (en)    | 20m RIB                      | 2016              | 31 tonnes   | Patrouille côtière |                | ,      |
| HMC Speedwell      |                              | 2018              |             | Patrouille côtière |                |        |
| HMC Hurricane      | 25m Catamaran                | 2021              |             |                    |                | [ 26 ] |
| HMC Typhoon        | 25m Catamaran                | 2021              |             |                    |                | [ 26 ] |
| HMC Ranger         | 25m Catamaran                | 2021              |             |                    |                | [ 26 ] |
| HMC Defender       | 25m Catamaran                | 2021              |             |                    |                | [ 26 ] |

- Seeker
- Vigilant
- Valiant
- Protector